# Survivor Česko & Slovensko II
Druhá řada reality show Survivor Česko & Slovensko nesla podnázev Hrdinové vs. Rebelové. Měla premiéru na Voyo 25. ledna 2023. Série se opět natáčela v Dominikánské republice. Moderátorem zůstal Ondřej Novotný. Série trvala 74 dní a vítěz obdržel 2 500 000 Kč.

## Pravidla
Dvacet čtyři soutěžících je rozděleno do dvou kmenů po dvanácti lidech a mají své vlastní barvy, vlajku a znak. Trosečníci jsou nuceni přežívat v divočině bez jakýchkoli moderních vymožeností po dobu 80 dnů. V průběhu soutěže se konají náročné souboje o odměny, například o jídlo nebo vybavení pro snadnější přežití, nebo o imunitu. Kmen, který prohraje souboj o imunitu, musí navštívit kmenovou radu, kde ze svého středu vybere jednoho a ten musí hru opustit.
Jakmile zbývá menší počet hráčů, asi v polovině hry, jsou kmeny sloučeny v jeden a soutěžící musí soutěžit každý sám za sebe. Individuální imunita nyní chrání pouze jednotlivce. Když prohrají tak opustí hru i ostrov, jdou do hotelu a vrátí se do hry jako člen poroty. Porota se účastní všech následných kmenových rad a sbírá cenné informace k nejdůležitějšímu rozhodnutí: na závěrečné radě, kdy jsou ve hře zbylí trosečníci, zvolí vítěze.

## Soutěžící
Soutěže se účastní 24 soutěžících. V první části soutěže byli soutěžící rozděleni do dvou kmenů. Dvanáct soutěžících v červeném kmenu „Hrdinů“ v životě něco dokázalo i za cenu riskování a zůstávají v povědomí diváků. Druhou polovinu soutěžících v modrém kmenu „Rebelů“ spojuje adrenalin, ostrý jazyk a vychytralost a soutěžící jsou odhodláni bořit pravidla. Po 74 dnech se Tomáš Weimann stal čtvrtým československým přeživším.
| Soutěžící                                                               | Kmen     | Kmen       | Kmen       | Kmen     | Vyloučení               | Duel po kmenové radě                  | Umístění                |
| Soutěžící                                                               | Původní  | Noví hráči | Promíchaný | Sloučený | Vyloučení               | Duel po kmenové radě                  | Umístění                |
| ----------------------------------------------------------------------- | -------- | ---------- | ---------- | -------- | ----------------------- | ------------------------------------- | ----------------------- |
| Tereza (Tereza Schejbalová) 22 let, atletka, Plzeň                      | Rebelové |            |            |          | 1. vyloučená Den 5      | Prohrála duel Den 5                   | 24.                     |
| Soňa (Soňa Sedláčková) 43 let, fitness influencerka, Bratislava         | Hrdinové | Hrdinové   |            |          | 2. vyloučená Den 11     | Prohrála duel Den 11                  | 23.                     |
| Hanka (Hana Gelnarová) 21 let, barmanka, Ostrava                        | Rebelové | Rebelové   |            |          | 3. vyloučená Den 16     | Prohrála duel Den 16                  | 22.                     |
| Vašek (Václav Matějovský) 26 let, herec                                 | Hrdinové | Hrdinové   |            |          | Odstoupil Den 17        |                                       | 21.                     |
| Bára (Barbora Mlejnková) 31 let, pokerová hráčka, Praha                 | Hrdinové | Hrdinové   |            |          | 4. vyloučená Den 20     | Prohrála duel Den 20                  | 20.                     |
| Lída (Ludmila Puldová) 55 let, průvodkyně, Praha                        | Rebelové | Rebelové   |            |          | 5. vyloučená Den 26     | Prohrála duel Den 26                  | 19.                     |
| Kateřina (Kateřina Klinderová) 30 let, moderátorka, Praha               | Hrdinové | Hrdinové   | Hrdinové   |          | 6. vyloučená Den 32     | Prohrála duel Den 32                  | 18.                     |
| Jiří (Jiří Hanousek) 33 let, realitní makléř, Hradec Králové            | Rebelové | Rebelové   | Rebelové   |          | Odstoupil Den 37        |                                       | 17.                     |
| Švanci (Petr Švancara) 45 let, fotbalista, Brno                         | Hrdinové | Hrdinové   | Rebelové   |          | 7. vyloučený Den 37     | Prohrál duel Den 37                   | 16.                     |
| Pítr (Petr Havránek) 26 let, reality TV star, Pardubice                 | Hrdinové | Hrdinové   | Hrdinové   |          | 8. vyloučený Den 41     | Prohrál duel Den 41                   | 15.                     |
| Filip (Filip Jánoš) 27 let, youtuber, Bratislava                        | Hrdinové | Hrdinové   | Hrdinové   |          | 9. vyloučený Den 45     | Prohrál duel Den 45                   | 14.                     |
| Pavlína (Pavlína Sigmundová) 23 let, herečka, Drnovice                  |          | Hrdinové   | Hrdinové   |          | 10. vyloučená Den 48    | Prohrála duel Den 48                  | 13.                     |
| Matěj (Matěj Quitt) 32 let, interiérový designér, Brušperk              | Rebelové | Rebelové   | Hrdinové   |          | 11. vyloučený Den 53    | Prohrál duel Den 53                   | 12.                     |
| Žaneta (Žaneta Skružná) 23 let, vizážistka, Praha                       | Rebelové | Rebelové   | Rebelové   | Rivalové | 12. vyloučená Den 57    | Prohrála duel 1. členka poroty Den 57 | 11.                     |
| Kristian (Kristian Kundrata) 26 let, obchodní zástupce, Banská Bystrica |          | Rebelové   | Rebelové   | Rivalové | 13. vyloučený Den 60    | Prohrál duel 2. člen poroty Den 60    | 10.                     |
| Kulhy (Martin Kulhánek) 29 let, reality TV star, Praha                  |          | Hrdinové   | Rebelové   | Rivalové | 14. vyloučený Den 62    | Prohrál duel 3. člen poroty Den 62    | 9.                      |
| Barbora (Barbora Krčálová) 22 let, modelka, Vranov nad Dyjí             |          | Rebelové   | Rebelové   | Rivalové | 15. vyloučená Den 65    | Prohrála duel 4. člen poroty Den 65   | 8.                      |
| Andrea (Andrea Bezděková) 29 let, miss ČR, Praha                        | Hrdinové | Hrdinové   | Hrdinové   | Rivalové | 16. vyloučená Den 68    | Prohrála duel 5. člen poroty Den 68   | 7.                      |
| Josef (Josef Kůrka) 31 let, model, Praha                                | Hrdinové | Hrdinové   | Hrdinové   | Rivalové | 17. vyloučený Den 70    | Prohrál duel 6. člen poroty Den 70    | 6.                      |
| Adam (Adam Bůžek) 22 let, osobní trenér, Kladno                         | Rebelové | Rebelové   | Rebelové   | Rivalové | 18. vyloučený Den 72    | Prohrál duel 7. člen poroty Den 72    | 5.                      |
| Johana (Johana Fabišíková) 30 let, tanečnice, Banská Bystrica           | Rebelové | Rebelové   | Rebelové   | Rivalové | 19. vyloučená Den 73    | Prohrála duel 8. člen poroty Den 73   | 4.                      |
| Karolína (Karolína Krézlová) 35 let, herečka, Praha                     | Hrdinové | Hrdinové   | Hrdinové   | Rivalové |                         | Prohrála duel 9. člen poroty Den 74   | 3.                      |
| Martin (Martin Konečný) 45 let, technik, Prievidza                      | Rebelové | Rebelové   | Rebelové   | Rivalové | Druhý                   |                                       | 2.                      |
| Tomáš (Tomáš Weimann) 34 let, trenér skateboardingu, Praha              | Rebelové | Rebelové   | Hrdinové   | Rivalové | Československý Survivor |                                       | Československý Survivor |

## Výhody ve hře
- Skrytá imunita –⁠ Ruší všechny hlasy pro osobu, která ji zahrála na kmenové radě.
- Symbol skryté odměny –⁠ Umožňuje majiteli získat odměnu i když jeho kmen prohrál hru o odměnu.
- Ukradení hlasu –⁠ Umožňuje na kmenové radě ukrást protihráči jeho hlas a zahrát jej jako svůj. Zároveň vlastní jeho hlas takže může hlasovat dvakrát.

Tři výše zmíněné výhody patří mezi výhody vložené do hry produkcí. Mimoto se hráči různými způsoby snaží získat výhodu před protihráči za pomoci:
- Falešná imunita –⁠ Imunita je vytvořená hráčem, ovšem nemá žádnou hodnotu, není to skutečná výhoda, je to jen zdánlivá výhoda před hráči. Na rozdíl od pravé skryté imunity tedy neruší hlasy pro osobu na kmenové radě.

## Přehled
| Epizoda | Epizoda         | Soutěže                              | Soutěže                              | Soutěže                              | Soutěže                              | Vyloučen/a      |
| No.     | Premiéra        | Odměna 1                             | Odměna 2                             | Imunita                              | Individuální imunita                 | Vyloučen/a      |
| ------- | --------------- | ------------------------------------ | ------------------------------------ | ------------------------------------ | ------------------------------------ | --------------- |
| 1       | 25. ledna 2023  | Rebelové                             | Hrdinové                             |                                      |                                      |                 |
| 2       | 26. ledna 2023  |                                      |                                      | Hrdinové                             | Martin                               | Tereza          |
| 3       | 1. února 2023   | Hrdinové                             | Hrdinové                             |                                      |                                      |                 |
| 4       | 2. února 2023   |                                      |                                      | Rebelové                             | Pítr                                 | Soňa            |
| 5       | 8. února 2023   | Hrdinové                             | Rebelové                             |                                      |                                      |                 |
| 6       | 9. února 2023   |                                      |                                      | Hrdinové                             | Tomáš                                | Hanka           |
| 7       | 15. února 2023  | Rebelové                             | Rebelové                             |                                      |                                      |                 |
| 8       | 16. února 2023  |                                      |                                      | Rebelové                             | Švanci                               | Bára            |
| 9       | 22. února 2023  | Hrdinové                             | Rebelové                             |                                      |                                      |                 |
| 10      | 23. února 2023  |                                      |                                      | Hrdinové                             | Adam                                 | Lída            |
| 11      | 1. března 2023  | Rebelové                             | Rebelové                             |                                      |                                      |                 |
| 12      | 2. března 2023  |                                      |                                      | Rebelové                             | Filip                                | Kateřina        |
| 13      | 8. března 2023  | Hrdinové                             | Hrdinové                             |                                      |                                      |                 |
| 14      | 9. března 2023  |                                      |                                      | Hrdinové                             | Adam                                 | Švanci          |
| 15      | 15. března 2023 | Hrdinové                             | Hrdinové                             |                                      |                                      |                 |
| 16      | 16. března 2023 |                                      |                                      | Rebelové                             | Tomáš                                | Pítr            |
| 17      | 22. března 2023 | Hrdinové + Žaneta                    | Rebelové                             |                                      |                                      |                 |
| 18      | 23. března 2023 |                                      |                                      | Rebelové                             | Matěj                                | Filip           |
| 19      | 29. března 2023 | Hrdinové                             | Hrdinové                             |                                      |                                      |                 |
| 20      | 30. března 2023 |                                      |                                      | Rebelové                             | Matěj                                | Pavlína         |
| 21      | 5. dubna 2023   | Rebelové                             | Rebelové                             |                                      |                                      |                 |
| 22      | 6. dubna 2023   |                                      |                                      | Rebelové                             | Andrea                               | Matěj           |
| 23      | 12. dubna 2023  | Sloučení                             | Sloučení                             | Sloučení                             | Sloučení                             | Sloučení        |
| 24      | 13. dubna 2023  |                                      |                                      | Tomáš                                | Tomáš                                | Žaneta          |
| 25      | 19. dubna 2023  | Josef, Tomáš, Kulhy, Martin + Andrea | Josef, Tomáš, Kulhy, Martin + Andrea | Josef, Tomáš, Kulhy, Martin + Andrea | Josef, Tomáš, Kulhy, Martin + Andrea | Kristian        |
| 26      | 20. dubna 2023  | Tomáš, Kulhy + Josef, Johana         | Tomáš, Kulhy + Josef, Johana         | Tomáš, Kulhy + Josef, Johana         | Tomáš, Kulhy + Josef, Johana         | Kulhy           |
| 27      | 26. dubna 2023  | Andrea, Adam + Josef, Barbora        | Andrea, Adam + Josef, Barbora        | Andrea, Adam + Josef, Barbora        | Andrea, Adam + Josef, Barbora        | Barbora         |
| 28      | 27. dubna 2023  | Martin + Adam, Johana, Karolína      | Martin + Adam, Johana, Karolína      | Martin + Adam, Johana, Karolína      | Martin + Adam, Johana, Karolína      | Andrea          |
| 29      | 3. května 2023  | Johana + Adam, Martin                | Johana + Adam, Martin                | Johana + Adam, Martin                | Johana + Adam, Martin                | Josef           |
| 30      | 4. května 2023  |                                      |                                      | Karolína                             | Karolína                             | Adam            |
| 31      | 10. května 2023 |                                      |                                      | Tomáš                                | Tomáš                                | Johana          |
| Speciál | 11. května 2023 | Cesta do finále                      | Cesta do finále                      | Cesta do finále                      | Cesta do finále                      | Cesta do finále |
| 32      | 17. května 2023 | Finále                               | Finále                               | Finále                               | Finále                               | Finále          |

pozn. Od 25. do 29. dílu se hrálo o imunitu a odměnu zároveň. Vítěz imunity je vždy uveden v řádku jako první.

## Hlasování
| Kmen       | Původní  | Po příchodu nových hráčů | Po příchodu nových hráčů | Po příchodu nových hráčů | Po příchodu nových hráčů | Po příchodu nových hráčů | Promíchaný | Promíchaný | Promíchaný | Promíchaný | Promíchaný | Promíchaný | Promíchaný | Promíchaný | Sloučený | Sloučený | Sloučený | Sloučený | Sloučený  | Sloučený | Sloučený | Sloučený |
| Epizoda    | 2        | 4                        | 6                        | 8                        | 10                       | 10                       | 12         | 12         | 14         | 16         | 18         | 20         | 22         | 22         | 24       | 25       | 26       | 27       | 28        | 29       | 30       | 31       |
| ---------- | -------- | ------------------------ | ------------------------ | ------------------------ | ------------------------ | ------------------------ | ---------- | ---------- | ---------- | ---------- | ---------- | ---------- | ---------- | ---------- | -------- | -------- | -------- | -------- | --------- | -------- | -------- | -------- |
| Den        | 5        | 11                       | 16                       | 20                       | 26                       | 26                       | 32         | 32         | 37         | 41         | 45         | 48         | 53         | 53         | 57       | 60       | 62       | 65       | 68        | 70       | 72       | 73       |
| Kmen       | Rebelové | Hrdinové                 | Rebelové                 | Hrdinové                 | Rebelové                 | Rebelové                 | Hrdinové   | Hrdinové   | Rebelové   | Hrdinové   | Hrdinové   | Hrdinové   | Hrdinové   | Hrdinové   | Rivalové | Rivalové | Rivalové | Rivalové | Rivalové  | Rivalové | Rivalové | Rivalové |
| Odhlasován | Lída     | Soňa                     | Johana                   | Kateřina                 | Shoda                    | Barbora                  | Shoda      | Pítr       | Martin     | Filip      | Filip      | Andrea     | Shoda      | Matěj      | Žaneta   | Tomáš    | Karolína | Tomáš    | Andrea    | Tomáš    | Tomáš    | Martin   |
| Nominován  | Tereza   | Karolína                 | Hanka                    | Bára                     | Lída                     | Lída                     | Kateřina   | Kateřina   | Švanci     | Pítr       | Karolína   | Pavlína    | Tomáš      | Tomáš      | Johana   | Kristian | Kulhy    | Barbora  | Tomáš     | Josef    | Adam     | Johanka  |
| Vyřazen    | Tereza   | Soňa                     | Hanka                    | Bára                     | Lída                     | Lída                     | Kateřina   | Kateřina   | Švanci     | Pítr       | Filip      | Pavlína    | Matěj      | Matěj      | Žaneta   | Kristian | Kulhy    | Barbora  | Andrea    | Josef    | Adam     | Johanka  |
| Hlasy      | 9–1      | 7–3–2                    | 6–4–1                    | 6–4                      | 4–4–2                    | 5–3                      | 3–3–2–1    | 4–3        | 5–3        | 6–2        | 2–1–0      | 5–1        | 1–1–0      | 2          | 6–5      | 6–4      | 5–4      | 4–0      | 5–2       | 4–0      | 3–2      | 3–1      |
|            |          |                          |                          |                          |                          |                          |            |            |            |            |            |            |            |            |          |          |          |          |           |          |          |          |
| Hlasující  | Hlasy    | Hlasy                    | Hlasy                    | Hlasy                    | Hlasy                    | Hlasy                    | Hlasy      | Hlasy      | Hlasy      | Hlasy      | Hlasy      | Hlasy      | Hlasy      | Hlasy      | Hlasy    | Hlasy    | Hlasy    | Hlasy    | Hlasy     | Hlasy    | Hlasy    | Hlasy    |
| Tomáš      | Lída     |                          | Johana                   |                          | Barbora                  | Barbora                  | Andrea     | Pítr       |            | Filip      | Filip      | Andrea     | Karolína   | DNV        | Kulhy    | Kristian | Martin   | Martin   | DNV       | Martin   | Adam     | Martin   |
| Martin     | Lída     |                          | Lída                     |                          | Lída                     | Lída                     |            |            | Kulhy      |            |            |            |            |            | Žaneta   | Tomáš    | Karolína | Tomáš    | Andrea    | Tomáš    | Tomáš    | Johana   |
| Karolína   |          | Bára                     |                          | Kateřina                 |                          |                          | Pítr       | DNV        |            | Pítr       | Andrea     | Andrea     | Matěj      | Matěj      | Kulhy    | Kristian | Martin   | Martin   | Andrea    | Tomáš    | Adam     | Martin   |
| Johana     | Lída     |                          | Jiří                     |                          | Lída                     | Lída                     |            |            | Martin     |            |            |            |            |            | Žaneta   | Tomáš    | Karolína | Tomáš    | Andrea 2x | Tomáš    | Tomáš    | Martin   |
| Adam       | Lída     |                          | Johana                   |                          | Lída                     | Barbora                  |            |            | Kulhy      |            |            |            |            |            | Žaneta   | Tomáš    | Karolína | Tomáš    | Andrea    | Tomáš    | Tomáš    |          |
| Josef      |          | Soňa                     |                          | Kateřina                 |                          |                          | Kateřina   | Karolína   |            | Filip      | Andrea     | Andrea     | Tomáš      | Matěj      | Kulhy    | Kristian | Martin   | Martin   | Adam      | Martin   |          |          |
| Andrea     |          | Soňa                     |                          | Karolína                 |                          |                          | Karolína   | Karolína   |            | Filip      | Josef      | Karolína   | Karolína   | DNV        | Kulhy    | Kristian | Martin   | Martin   | Adam      |          |          |          |
| Barbora    |          |                          | Jiří                     |                          | Jiří                     | DNV                      |            |            | Martin     |            |            |            |            |            | Žaneta   | Tomáš    | Karolína | Tomáš    |           |          |          |          |
| Kulhy      |          | Karolína                 |                          | Kateřina                 |                          |                          |            |            | Martin     |            |            |            |            |            | Žaneta   | Tomáš    | Karolína |          |           |          |          |          |
| Kristian   |          |                          | Johana                   |                          | Lída                     | Lída                     |            |            | Martin     |            |            |            |            |            | Žaneta   | Tomáš    |          |          |           |          |          |          |
| Žaneta     | Lída     |                          | Johana                   |                          | Barbora                  | Barbora                  |            |            | Kulhy      |            |            |            |            |            | Kulhy    |          |          |          |           |          |          |          |
| Matěj      | Lída     |                          | Johana                   |                          | Barbora                  | Barbora                  | Andrea     | Pítr       |            | Filip      | Filip      | Andrea     | Karolína   | DNV        |          |          |          |          |           |          |          |          |
| Pavlína    |          | Karolína                 |                          | Kateřina                 |                          |                          | Pítr       | Pítr       |            | Filip      | Andrea     | Andrea     |            |            |          |          |          |          |           |          |          |          |
| Filip      |          | Bára                     |                          | Kateřina                 |                          |                          | Pítr       | Pítr       |            | Pítr       | Andrea     |            |            |            |          |          |          |          |           |          |          |          |
| Pítr       |          | Soňa                     |                          | Karolína                 |                          |                          | Karolína   | DNV        |            | Filip      |            |            |            |            |          |          |          |          |           |          |          |          |
| Švanci     |          | Soňa                     |                          | Kateřina                 |                          |                          |            |            | Martin     |            |            |            |            |            |          |          |          |          |           |          |          |          |
| Jiří       | Lída     |                          | Johana                   |                          | Barbora                  | Barbora                  |            |            |            |            |            |            |            |            |          |          |          |          |           |          |          |          |
| Kateřina   |          | Soňa                     |                          | Karolína                 |                          |                          | Karolína   | Karolína   |            |            |            |            |            |            |          |          |          |          |           |          |          |          |
| Lída       | Jiří     |                          | Jiří                     |                          | Jiří                     | DNV                      |            |            |            |            |            |            |            |            |          |          |          |          |           |          |          |          |
| Bára       |          | Soňa                     |                          | Karolína                 |                          |                          |            |            |            |            |            |            |            |            |          |          |          |          |           |          |          |          |
| Vašek      |          | Soňa                     |                          |                          |                          |                          |            |            |            |            |            |            |            |            |          |          |          |          |           |          |          |          |
| Hanka      | Lída     |                          | Jiří                     |                          |                          |                          |            |            |            |            |            |            |            |            |          |          |          |          |           |          |          |          |
| Soňa       |          | Karolína                 |                          |                          |                          |                          |            |            |            |            |            |            |            |            |          |          |          |          |           |          |          |          |
| Tereza     | Lída     |                          |                          |                          |                          |                          |            |            |            |            |            |            |            |            |          |          |          |          |           |          |          |          |

| Hlasování poroty na finálové kmenové radě | Hlasování poroty na finálové kmenové radě | Hlasování poroty na finálové kmenové radě |
| Epizoda                                   | 32                                        | 32                                        |
| ----------------------------------------- | ----------------------------------------- | ----------------------------------------- |
| Den                                       | 74                                        | 74                                        |
| Finalista                                 | Tomáš                                     | Martin                                    |
| Souboje                                   | 1                                         | 1                                         |
| Výsledek                                  | 6–5                                       | 6–5                                       |
|                                           |                                           |                                           |
| Porotce                                   | Hlas                                      | Hlas                                      |
| Karolína                                  | Ano                                       |                                           |
| Johana                                    | Ano                                       |                                           |
| Adam                                      |                                           | Ano                                       |
| Josef                                     | Ano                                       |                                           |
| Andrea                                    | Ano                                       |                                           |
| Barbora                                   |                                           | Ano                                       |
| Kulhy                                     |                                           | Ano                                       |
| Kristian                                  |                                           | Ano                                       |
| Žaneta                                    | Ano                                       |                                           |

## Duely
| Pořadí | Epizoda | Kmen     | Imunita  | Vítěz    | Poražený |
| ------ | ------- | -------- | -------- | -------- | -------- |
| 1      | 2       | Rebelové | Martin   | Lída     | Tereza   |
| 2      | 4       | Hrdinové | Pítr     | Karolína | Soňa     |
| 3      | 6       | Rebelové | Tomáš    | Johana   | Hanka    |
| 4      | 8       | Hrdinové | Švanci   | Kateřina | Bára     |
| 5      | 10      | Rebelové | Adam     | Barbora  | Lída     |
| 6      | 12      | Hrdinové | Filip    | Pítr     | Kateřina |
| 7      | 14      | Rebelové | Adam     | Martin   | Švanci   |
| 8      | 16      | Hrdinové | Tomáš    | Filip    | Pítr     |
| 9      | 18      | Hrdinové | Matěj    | Karolína | Filip    |
| 10     | 20      | Hrdinové | Matěj    | Andrea   | Pavlína  |
| 11     | 22      | Hrdinové | Andrea   | Tomáš    | Matěj    |
| 12     | 24      | Rivalové | Tomáš    | Johana   | Žaneta   |
| 13     | 25      | Rivalové | Josef    | Tomáš    | Kristian |
| 14     | 26      | Rivalové | Tomáš    | Karolína | Kulhy    |
| 15     | 27      | Rivalové | Andrea   | Tomáš    | Barbora  |
| 16     | 28      | Rivalové | Martin   | Tomáš    | Andrea   |
| 17     | 29      | Rivalové | Johana   | Tomáš    | Josef    |
| 18     | 30      | Rivalové | Karolína | Tomáš    | Adam     |
| 19     | 31      | Rivalové | Tomáš    | Martin   | Johana   |
| 20     | 32      | Rivalové | Nikdo    | Tomáš    | Karolína |
| 20     | 32      | Rivalové | Nikdo    | Martin   | Karolína |

pozn. Tučně je vyobrazen hráč, kterého do duelu vyslala kmenová rada.